# Ołeksandr Udowyczenko

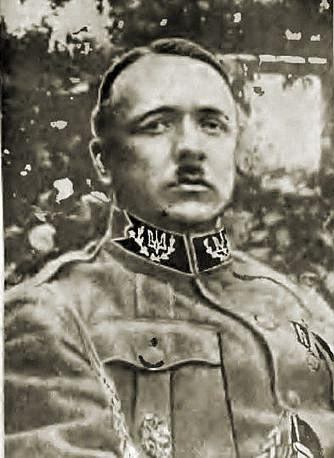
Ołeksandr Udowyczenko

Ołeksandr Udowyczenko, ukr. Олександр Іванович Удовиченко (ur. 8 lutego?/20 lutego 1887 w Charkowie, zm. 19 kwietnia 1975 w pobliżu Menton) – ukraiński działacz społeczny i wojskowy, generał armii Ukraińskiej Republiki Ludowej.

## Życiorys
Był podoficerem armii rosyjskiej w 1908, następnie ukończył Wojskową Szkołę Topograficzną i kursy Sztabu Generalnego przy Nikołajewskiej Akademii Sztabu Generalnego w Sankt Petersburgu. W czasie I wojny światowej był adiutantem sztabu 3 Kaukaskiego Korpusu Armijnego, następnie szefem sztabu 21 dywizji piechoty w tym korpusie.
W 1917 brał udział w ukrainizacji oddziałów 3 korpusu i przewodził korpuśnej radzie ukraińskiej. Od października 1917 był doradcą Symona Petlury. Od początku 1918 jako szef sztabu Hajdamackiego Kosza Słobodzkiej Ukrainy odznaczył się w walkach o Arsenał w Kijowie. Od kwietnia 1918 przeniesiony do ukraińskiego Sztabu Generalnego, w którym pozostał i w okresie Hetmanatu, awansowany do stopnia pułkownika. Od listopada 1918 został naczelnym kwatermistrzem Frontu Południowo-Zachodniego. W czerwcu 1919 odznaczył się w walkach pod Wapniarką jako dowódca 3 Dywizji Żelaznej Armii Czynnej Ukraińskiej Republiki Ludowej.
W grudniu 1919 został wzięty do niewoli w Odessie przez Armię Ochotniczą Denikina. Uciekł z niewoli i uzupełniając 3 Dywizję, dowodził nią w wojnie polsko-bolszewickiej aż do odwrotu za Zbrucz w listopadzie 1920.
Internowany przez władze polskie. W obozie internowania awansowany przez dowództwo Armii URL do stopnia generała chorążego, wykonywał obowiązki generalnego inspektora armii URL, w 1924 wyjechał z obozu w Kaliszu do Francji, gdzie zajął się pracą społeczną i kombatancką. Pracował jako górnik. Był przewodniczącym Towarzystwa Żołnierzy URL na Emigracji, od 1953 Europejskiej Federacji Ukraińskich Organizacji Wojskowych i wiceprezydentem Rządu URL na Emigracji w latach 1954–1961.

## Upamiętnienie
Jego imię nosił pułk konny Armii Czynnej Ukraińskiej Republiki Ludowej.